# Ingrid Eberle
Ingrid Eberle (* 3. Juni 1957 in Dornbirn) ist eine ehemalige österreichische Skirennläuferin. Sie gewann die Bronzemedaille in der Kombination bei der Weltmeisterschaft 1980 und erreichte zwei Podestplätze im Weltcup.

## Biografie
Eberle begann im Alter von sechs Jahren mit dem Skilauf. Auch ihre fünf Jahre ältere Schwester Sigrid Eberle wurde Skirennläuferin, der Vater war in den 1950er-Jahren im Nordischen Skisport aktiv. In der Altersklasse Schüler II wurde Eberle 1970 Österreichische Schülermeisterin in der Kombination und 1971 im Slalom. Nach ihrer Aufnahme in den Kader des Österreichischen Skiverbandes kam sie im Winter 1972/73 regelmäßig im Europacup zum Einsatz. Sie war eine gute Allrounderin, gewann sowohl eine Abfahrt in Schladming als auch einen Slalom in Barèges und wurde Dritte im Gesamtklassement. Nach einem weiteren Sieg im Europacup-Riesenslalom von Folgarida in der Saison 1973/74 kam sie gegen Ende desselben Winters zu ihren ersten Einsätzen im Weltcup. Mit zwei zehnten Plätzen in den Slaloms von Abetone und Vysoké Tatry gewann sie sogleich ihre ersten Weltcuppunkte. Zudem wurde sie im selben Winter Österreichische Jugendmeisterin (Jugend II) im Slalom und im Riesenslalom.
In den nächsten beiden Jahren startete Eberle weiterhin vorrangig im Europacup. Sie erreichte zahlreiche Podestplätze und in der Saison 1975/76 zum zweiten Mal den dritten Gesamtrang. Ab dem folgenden Winter 1976/77 kam sie nun regelmäßig im Weltcup zum Einsatz. Nach drei Top-10-Platzierungen erreichte Eberle im letzten Riesenslalom der Saison am 24. März 1977 in der Sierra Nevada als Zweite hinter der Schweizerin Lise-Marie Morerod ihren ersten Podestplatz und zugleich ihr bestes Weltcupergebnis. Im nächsten Winter 1977/78 kamen weitere Top-10-Platzierungen hinzu, für eine Teilnahme an den Weltmeisterschaften 1978 in Garmisch-Partenkirchen reichten ihre Ergebnisse jedoch nicht.
Die gesamte Saison 1978/79 musste Eberle verletzungsbedingt pausieren. Sie konnte danach aber nahtlos an ihre früheren Resultate anschließen und erreichte am 16. Januar 1980 mit Platz drei in der Kombination von Arosa ihren zweiten Podestplatz im Weltcup, womit ihr auch die Qualifikation für die Olympischen Winterspiele 1980 in Lake Placid gelang. Dort erreichte sie Rang sechs in der Abfahrt, Platz 13 im Slalom und Rang 14 im Riesenslalom, womit sie in der nur als Weltmeisterschaftsbewerb zählenden Dreierkombination die Bronzemedaille gewann. Im Weltcup erzielte sie am Ende der Saison 1979/80 mit dem 16. Gesamtrang ihr bestes Endergebnis, zudem wurde sie österreichische Staatsmeisterin im Riesenslalom. Der nächste Winter 1980/81 verlief deutlich schwächer, da sie nur einmal als Siebte der Abfahrt von Zauchensee unter die schnellsten zehn fahren konnte. Die Abfahrt war mittlerweile zu ihrer stärksten Disziplin geworden, daneben startete sie aber weiterhin im Slalom und in der Kombination, nahm aber an keinen Weltcup-Riesenslaloms mehr teil. 
In der Saison 1981/82 verbesserten sich Eberles Resultate wieder. Sie erreichte unter anderem zwei fünfte Plätze in den Abfahrten der SDS-Rennen in Grindelwald und sicherte sich einen Platz im österreichischen Aufgebot zu den Weltmeisterschaften 1982 in Schladming. Dort kam sie allerdings nicht in der Abfahrt zum Einsatz, sondern in Slalom und Kombination. Den Slalom beendete sie an 13. Stelle, in der Kombination blieb sie nach einem Ausfall im zweiten Slalomdurchgang aber ohne Ergebnis. Nach ihrem zweiten Staatsmeistertitel, diesmal in der Kombination, trat Eberle mit Ende der Saison 1981/82 vom Skirennsport zurück. Noch im selben Jahr eröffnete sie in Bregenz ein Sportgeschäft.

## Erfolge

### Olympische Winterspiele
- Lake Placid 1980: 6. Abfahrt, 13. Slalom, 14. Riesenslalom

### Weltmeisterschaften
- Lake Placid 1980: 3. Kombination, 6. Abfahrt, 13. Slalom, 14. Riesenslalom
- Schladming 1982: 13. Slalom

### Weltcup
- Saison 1979/80: 9. Kombinationsweltcup
- Saison 1981/82: 10. Abfahrtsweltcup
- 16 Platzierungen unter den besten zehn, davon 2 Podestplätze

### Europacup
- Saison 1972/73: 3. Gesamtwertung, 4. Slalomwertung, 5. Abfahrtswertung
- Saison 1973/74: 8. Gesamtwertung, 4. Slalomwertung, 6. Riesenslalomwertung
- Saison 1975/76: 3. Gesamtwertung, 2. Riesenslalomwertung
- 16 Podestplätze, davon 3 Siege:

| Saison  | Ort        | Land       | Disziplin    |
| ------- | ---------- | ---------- | ------------ |
| 1972/73 | Schladming | Österreich | Abfahrt      |
| 1972/73 | Barèges    | Frankreich | Slalom       |
| 1973/74 | Folgarida  | Italien    | Riesenslalom |

### Österreichische Meisterschaften
- Österreichische Staatsmeisterin im Riesenslalom 1980 und in der Kombination 1982
- Österreichische Jugendmeisterin (Jugend II) in Slalom und Riesenslalom 1974